# Äggrockeartade rockor
Äggrockeartade rockor (Rajiformes) är en ordning broskfiskar som tillhör gruppen rockor (Batoidea).
Arterna har en främre kropp i form av en rund skiva och en ganska smal svans. Gälöppningarna ligger på kroppens undersida vad som är unik bland fiskar. Angående andra kännetecken angående fenornas, tändernas och kroppens form finns större variationer. I ordningen finns arter där honor lägger ägg (främst egentliga rockor) och andra arter där honor föder levande ungar. Som försvar mot fiender har några ingående arter giftiga taggar och andra elektriska organ (liksom darrockor som tillhör en annan ordning). Vattnet för andningen upptas oftast av ett hål (spiraculum) nära ögonen.
Det vetenskapliga namnet är bildat av släktnamnet för släktet Raja och av det latinska ordet forma (form/utseende).
Familjer enligt FishBase:
- Anacanthobatidae
- Arhynchobatidae
- Rajidae
- Rhinobatidae